# Liste der Stolpersteine in Mainz-Neustadt
 Info: Angaben zu Eigenschaften, welche alle Teillisten für Mainz gemeinsam haben, sind unter der Liste der Stolpersteine in Mainz zu finden.
Hinweis 1: Die Liste ist sortierbar. Durch Anklicken eines Spaltenkopfes wird die Liste nach dieser Spalte sortiert, zweimaliges Anklicken kehrt die Sortierung um. Durch Anklicken zweier Spalten nacheinander lässt sich jede gewünschte Kombination erzielen.
Hinweis 2: Mit dem Anklicken eines Bildes vergrößert man die Auflösung.

## Stolpersteine in Mainz-Neustadt
| Adresse                             | Verlegedatum  | Gestiftet von | Inschrift | Bild | Anmerkung |
| ----------------------------------- | ------------- | --- | --- | --- | --- |
| Frauenlobstraße 92 · Mainz ·        | 16. Aug. 2014 | Frauenlob-Gymnasium Mainz Dr. Ruth Weichsel-Hoffman (USA)                                                                              | HIER WOHNTE EVA ADLER GEB. MORGENTHAU JG. 1882 DEPORTIERT 1942 PIASKI ERMORDET                                                            | | Kennkarte Eva Adler |
| Frauenlobstraße 92 · Mainz ·        | 16. Aug. 2014 | Frauenlob-Gymnasium Mainz Dr. Ruth Weichsel-Hoffman (USA)                                                                              | HIER WOHNTE MAX ADLER JG. 1887 DEPORTIERT 1942 PIASKI ERMORDET                                                                            | | Kennkarte Eva Adler |
| Frauenlobstraße 92 · Mainz ·        | 16. Aug. 2014 | Frauenlob-Gymnasium Mainz Dr. Ruth Weichsel-Hoffman (USA)                                                                              | HIER WOHNTE HERTA ADLER JG. 1916 FLUCHT 1937 USA                                                                                          | | Kennkarte Eva Adler |
| Taunusstraße 45 · Mainz ·           | 13. März 2013 | Verein für Sozialgeschichte Mainz e. V. Frauenlob-Gymnasium Mainz                                                                      | HIER WOHNTE BELLA BAUMGARTEN GEB. SCHESTOWITZ JG. 1892 DEPORTIERT 1942 PIASKI ERMORDET                                                    | | Bella Baumgarten, geb. Schestowitz, ist 1892 in Wendelsheim geboren. Nach ihrer Heirat mit Joseph Baumgarten, einem Herrentexilfabrikanten, zog sie nach Mainz. 1919 kam ihre Tochter Hannelore zur Welt. Sie führte das Geschäft selbstständig weiter nach dem Tod ihres Mannes 1930. Sie nahm später ihre Schwester Paula und ihre Mutter Katharina auf. Bella wurde gemeinsam mit ihrer Tochter 1942 nach Piaski bei Lublin deportiert; ihre Mutter starb bereits 1940. |
| Taunusstraße 45 · Mainz ·           | 13. März 2013 | Verein für Sozialgeschichte Mainz e. V. Frauenlob-Gymnasium Mainz                                                                      | HIER WOHNTE PAULA SCHESTOWITZ JG. 1893 DEPORTIERT 1943 THERESIENSTADT ERMORDET OKT. 1944 AUSCHWITZ                                        | | Paula Schestowitz kam 1893 in Wendelsheim zur Welt. Nach der Heirat ihrer Schwester Bella übernahm sie das Familiengeschäft in Unterwendelsheim, das sie bis zum finanziellen Niedergang mit ihrer Mutter Katharina führte. Sie zogen nach Mainz zu ihrer Schwester. Ihre Anstellung bei der Reichsvereinigungsstelle der Juden in der Grebenstraße 12 bewahrte sie vor der Deportation 1942. Am 10. Oktober 1943 wurde sie jedoch zusammen mit Fritz Löwensberg, dessen Frau und seiner Mutter Amalie Herxheimer nach Theresienstadt deportiert. Oktober 1944 wurde sie weiter nach Auschwitz deportiert, wo sie ermordet wurde. |
| Jakob-Dieterich-Str. 5 · Mainz ·    | 5. Sep. 2016  | Michael Braunold Israel Armin, Howard Charlotte Guggenheim USA                                                                         | HIER WOHNTE MARGARETE BRAUNOLD GEB. KISSINGER JG. 1887 DEPORTIERT 1942 ERMORDET IM BESETZTEN POLEN                                        | | Kennkarte Walter Braunold |
| Jakob-Dieterich-Str. 5 · Mainz ·    | 5. Sep. 2016  | Michael Braunold Israel Armin, Howard Charlotte Guggenheim USA                                                                         | HIER WOHNTE MAX BRAUNOLD JG. 1886 DEPORTIERT 1942 ERMORDET IM BESETZTEN POLEN                                                             | | Kennkarte Walter Braunold |
| Jakob-Dieterich-Str. 5 · Mainz ·    | 5. Sep. 2016  | Michael Braunold Israel Armin, Howard Charlotte Guggenheim USA                                                                         | HIER WOHNTE WALTER BRAUNOLD JG. 1923 DEPORTIERT 1942 ERMORDET IM BESETZTEN POLEN                                                          | | Kennkarte Walter Braunold |
| Jakob-Dieterich-Str. 5 · Mainz ·    | 5. Sep. 2016  | Michael Braunold Israel Armin, Howard Charlotte Guggenheim USA                                                                         | HIER WOHNTE HENRIETTE KISSINGER JG. 1888 DEPORTIERT 1942 PIASKI ERMORDET                                                                  | | Kennkarte Walter Braunold |
| Jakob-Dieterich-Str. 5 · Mainz ·    | 25. Okt. 2019 | Regina Lackner, USA | HIER WOHNTE DAVID JULIUS LEVI JG. 1877 GEDEMÜTIGT/ENTRECHTET FLUCHT IN DEN TOD 14.11.1938                                                 | Stolperstein David Julius Levi | |
| Rheinallee 6 · Mainz ·              | 6. Juli 2020  | Mariella Fehl Dr. Günter Radig Ellen Schmitt-Radig                                                                                     | HIER WOHNTE ALFRED CANTOR JG. 1875 VERHAFTET 1941 OHNE ‘JUDENSTERN’ UNTERWEGS BUCHENWALD ERMORDET 16.3.1942                               | | |
| Rheinallee 6 · Mainz ·              | 6. Juli 2020  | Mariella Fehl Dr. Günter Radig Ellen Schmitt-Radig                                                                                     | HIER WOHNTE EMILIE CANTOR GEB. DIELMANN JG. 1881 VERHAFTET 1941 OHNE ‘JUDENSTERN’ UNTERWEGS 1942 RAVENSBRÜCK AUSCHWITZ ERMORDET 8.10.1942 | | |
| Taunusstraße 3 · Mainz ·            | 6. Juli 2020  | Rheinhessischer Anwaltverein Mainz | HIER WOHNTE FRANZ CARLEBACH JG. 1883 VERHAFTET 1941 SACHSENHAUSEN ERMORDET 14.3.1942                                                      | | |
| Taunusstraße 3 · Mainz ·            | 6. Juli 2020  | Rheinhessischer Anwaltverein Mainz | HIER WOHNTE ERNST CARLEBACH JG. 1888 GEDEMÜTIGT/ENTRECHTET TOT 20.10.1941                                                                 | | |
| Colmarstraße 14 · Mainz ·           | 9. Mai 2018   | Dr. Joan Salomon USA | HIER WOHNTE AMALIE FEINER GEB. MEYER JG. 1889 DEPORTIERT 1942 PIASKI ERMORDET                                                             | | Josef Feiner, Weltkriegsveteran und Buchhalter in leitender Stellung, sowie seine Frau Amalie, Geschäftsfrau, Modistin und Inhaberin eines Hutgeschäfts in ihrem eigenen Hause in der Colmarstraße verloren 1938 ihre Existenz durch den erzwungenen Verkauf ihres Hauses und der Kündigung Josef Feiners als Buchhalter und landeten, wie viele andere Mainzer Juden, in den beengten Verhältnissen des sogenannten Judenhauses in der Kaiserstraße 11. Die Tochter des Ehepaares, Ruth, geboren am 12. Mai 1925, besuchte die Jüdische Bezirksschule ohne die Möglichkeit zu haben danach eine Höhere Schule zu besuchen oder eine Berufsausbildung zu beginnen. Am 20. März 1942 wurden Josef Feiner, 56 Jahre alt, Amalie Feiner, 53 Jahre alt, und Ruth Feiner, 17 Jahre alt, gemeinsam mit 500 anderen Mainzer Juden nach Darmstadt transportiert und von dort am 25. März 1942 nach Piaski bei Lublin im besetzten Polen deportiert. Wenig später wurden sie weiter in ein Vernichtungslager gebracht und ermordet – der Ort und das genaue Datum sind nicht bekannt. So zählten auch die Feiners zu den Familien, die von den Nationalsozialisten völlig ausgelöscht wurden. Kennkarte Ruth Feiner |
| Colmarstraße 14 · Mainz ·           | 9. Mai 2018   | Dr. Joan Salomon USA | HIER WOHNTE JOSEF FEINER JG. 1886 DEPORTIERT 1942 PIASKI ERMORDET                                                                         | | Josef Feiner, Weltkriegsveteran und Buchhalter in leitender Stellung, sowie seine Frau Amalie, Geschäftsfrau, Modistin und Inhaberin eines Hutgeschäfts in ihrem eigenen Hause in der Colmarstraße verloren 1938 ihre Existenz durch den erzwungenen Verkauf ihres Hauses und der Kündigung Josef Feiners als Buchhalter und landeten, wie viele andere Mainzer Juden, in den beengten Verhältnissen des sogenannten Judenhauses in der Kaiserstraße 11. Die Tochter des Ehepaares, Ruth, geboren am 12. Mai 1925, besuchte die Jüdische Bezirksschule ohne die Möglichkeit zu haben danach eine Höhere Schule zu besuchen oder eine Berufsausbildung zu beginnen. Am 20. März 1942 wurden Josef Feiner, 56 Jahre alt, Amalie Feiner, 53 Jahre alt, und Ruth Feiner, 17 Jahre alt, gemeinsam mit 500 anderen Mainzer Juden nach Darmstadt transportiert und von dort am 25. März 1942 nach Piaski bei Lublin im besetzten Polen deportiert. Wenig später wurden sie weiter in ein Vernichtungslager gebracht und ermordet – der Ort und das genaue Datum sind nicht bekannt. So zählten auch die Feiners zu den Familien, die von den Nationalsozialisten völlig ausgelöscht wurden. Kennkarte Ruth Feiner |
| Colmarstraße 14 · Mainz ·           | 9. Mai 2018   | Dr. Joan Salomon USA | HIER WOHNTE RUTH FEINER JG. 1925 DEPORTIERT 1942 PIASKI ERMORDET                                                                          | | Josef Feiner, Weltkriegsveteran und Buchhalter in leitender Stellung, sowie seine Frau Amalie, Geschäftsfrau, Modistin und Inhaberin eines Hutgeschäfts in ihrem eigenen Hause in der Colmarstraße verloren 1938 ihre Existenz durch den erzwungenen Verkauf ihres Hauses und der Kündigung Josef Feiners als Buchhalter und landeten, wie viele andere Mainzer Juden, in den beengten Verhältnissen des sogenannten Judenhauses in der Kaiserstraße 11. Die Tochter des Ehepaares, Ruth, geboren am 12. Mai 1925, besuchte die Jüdische Bezirksschule ohne die Möglichkeit zu haben danach eine Höhere Schule zu besuchen oder eine Berufsausbildung zu beginnen. Am 20. März 1942 wurden Josef Feiner, 56 Jahre alt, Amalie Feiner, 53 Jahre alt, und Ruth Feiner, 17 Jahre alt, gemeinsam mit 500 anderen Mainzer Juden nach Darmstadt transportiert und von dort am 25. März 1942 nach Piaski bei Lublin im besetzten Polen deportiert. Wenig später wurden sie weiter in ein Vernichtungslager gebracht und ermordet – der Ort und das genaue Datum sind nicht bekannt. So zählten auch die Feiners zu den Familien, die von den Nationalsozialisten völlig ausgelöscht wurden. Kennkarte Ruth Feiner |
| (ehem.) · Erthalstraße 10 · Mainz · | 8. Nov. 2017  | | HIER WOHNTE JOHANNA FRIDBERG GEB. KAHN JG. 1894 DEPORTIERT 1942 PIASKI ERMORDET                                                           | | Theodor Alfred Fridberg, Sohn eines Mitbegründers des MCC und seine Frau Johanna wurden 1942 im Ghetto Piaski bei Lublin ermordet. 1935 war das Ehepaar in die Erthalstraße 10 gezogen. In der Pogromnacht des 9./10. November 1938 wurde die Wohnung demoliert, geplündert und die Familie von Nachbarn bedroht. |
| (ehem.) · Erthalstraße 10 · Mainz · | 8. Nov. 2017  | HIER WOHNTE THEODOR ALFRED FRIDBERG JG. 1887 DEPORTIERT 1942 PIASKI ERMORDET                                                           | | | Theodor Alfred Fridberg, Sohn eines Mitbegründers des MCC und seine Frau Johanna wurden 1942 im Ghetto Piaski bei Lublin ermordet. 1935 war das Ehepaar in die Erthalstraße 10 gezogen. In der Pogromnacht des 9./10. November 1938 wurde die Wohnung demoliert, geplündert und die Familie von Nachbarn bedroht. |
| Hindenburgstr. 19 · Mainz ·         | 6. Juli 2020  | Cornelia Kramer | HIER WOHNTE EMIL HEIMANN JG. 1886 DEPORTIERT 1942 PIASKI ERMORDET                                                                         | | |
| Hindenburgstr. 19 · Mainz ·         | 6. Juli 2020  | Cornelia Kramer | HIER WOHNTE ROSEL HEIMANN GEB. REUTER JG. 1894 DEPORTIERT 1942 PIASKI ERMORDET                                                            | | |
| Moselstraße 7 · Mainz ·             | 5. Sep. 2016  | KSV Mainz 08 | HIER WOHNTE OTTO HIRSCH JG. 1891 VERHAFTET 1943 GEFÄNGNIS MAINZ DEPORTIERT 1943 AUSCHWITZ ERMORDET 25.8.1943                              | | Artikel zu den Tagebucheinträgen des jüdischen Soldaten Otto Hirschs, Träger des EK 2, zuletzt Angehöriger des ErsBatl. LeibgardeReg. Nr. 115. Hirsch schildert darin akribisch seine Erlebnisse während seiner Kriegseinsätze, zunächst an der Ostfront ab dem 13. Juni 1915 und ab dem 16. Oktober 1916 an der Westfront |
| Hindenburgplatz 3 · Mainz ·         | 15. Okt. 2015 | Dr. Joan Salomon USA | HIER WOHNTE JULIUS HIRSCHBERGER JG. 1878 FLUCHT 1939 BELGIEN INTERNIERT MECHELEN DEPORTIERT 1942 ERMORDET IN AUSCHWITZ                    | | Julius Hirschberger, war Witwer und floh 1939 mit 61 Jahren mittellos nach Belgien. Er lebte hungernd in einem ungeheizten Kellerraum. In seiner Not schrieb er an den New Yorker Gouverneur Herbert H. Lehman. Er bat ihn um eine Unterstützung, damit er nicht verhungern müsse. Auch wenn er ihn durch eine Bürgschaft nicht retten konnte, überwies er Julius Hirschberger monatlich eine kleine Summe. Kennkarte Julius Hirschberger |
| Taunusstraße 31 · Mainz ·           | 25. Okt. 2019 | | HIER WOHNTE MARTHA HORCH JG. 1893 GEDEMÜTIGT/ENTRECHTET FLUCHT IN DEN TOD 18.3.1942                                                       | | |
| Leibnizstraße 8 · Mainz ·           | 18. Apr. 2019 | | HIER WOHNTE KLARA KALLMANN GEB. NUSSBAUM JG. 1873 DEPORTIERT 1942 THERESIENSTADT ERMORDET 22.11.1942                                      | | Kennkarte Friedrich Kallmann |
| Leibnizstraße 8 · Mainz ·           | 18. Apr. 2019 | HIER WOHNTE FRIEDRICH KALLMANN JG. 1904 DEPORTIERT 1942 PIASKI ERMORDET                                                                | | | Kennkarte Friedrich Kallmann |
| Leibnizstraße 8 · Mainz ·           | 18. Apr. 2019 | HIER WOHNTE JOHANNA KALLMANN JG. 1910 DEPORTIERT 1942 PIASKI ERMORDET                                                                  | | | Kennkarte Friedrich Kallmann |
| Leibnizstraße 8 · Mainz ·           | 18. Apr. 2019 | HIER WOHNTE HANS KALLMANN JG. 1934 DEPORTIERT 1942 PIASKI ERMORDET                                                                     | | | Kennkarte Friedrich Kallmann |
| Kaiserstraße 11 · Mainz ·           | 8. Nov. 2017  | | HIER WOHNTE DR. KARL MORITZ LADENBURG JG. 1895 VERHAFTET MÄRZ 1942 GEFÄNGNIS FRANKFURT A. M. BUCHENWALD ERMORDET 12.10.1942               | | Die beiden unverheirateten Brüder Karl und Siegfried waren beide Weltkriegsveteranen. Sie betrieben in der Kaiserstraße 11 ein Maklergeschäft für Finanzierungen, Immobilien und Hypotheken. Infolge des Pogroms wurde Karl Ladenburg vom 11. November bis 17. Dezember 1938 im KZ Buchenwald inhaftiert, seinem Bruder blieb das erspart. Sie standen jedoch fortan unter Beobachtung und wurden vom 11. August bis 6. November 1939 in der Mainzer Haftanstalt gefangen gehalten wegen angeblicher „Devisenvergehen“. Alle ihre Bemühungen nach Südamerika oder in die USA auszuwandern scheiterten. Als sie davon erfuhren, dass sie am 25. März 1942 auf der Deportationsliste nach Piaski standen, flüchteten sie nach Köln, wurden aber von der Kölner Polizei gefasst, von der Gestapo Darmstadt unter „Schutzhaft“ gestellt und in das Frankfurter Polizeigefängnis eingeliefert. Am 24. Juli 1942 verschleppten die Nazi-Schergen die Brüder Dr. Karl Moritz und Siegfried Ladenburg in das KZ Buchenwald. Dort kamen beide ums Leben: Siegfried Ladenburg wurde am 14. August 1942 angeblich „auf der Flucht erschossen“, Karl Ladenburg starb am 12. Oktober 1942 angeblich an „Grippe“.        |
| Kaiserstraße 11 · Mainz ·           | 8. Nov. 2017  | HIER WOHNTE SIEGFRIED LADENBURG JG. 1899 VERHAFTET MÄRZ 1942 GEFÄNGNIS FRANKFURT A. M. BUCHENWALD ERMORDET 14.8.1942                   | | | Die beiden unverheirateten Brüder Karl und Siegfried waren beide Weltkriegsveteranen. Sie betrieben in der Kaiserstraße 11 ein Maklergeschäft für Finanzierungen, Immobilien und Hypotheken. Infolge des Pogroms wurde Karl Ladenburg vom 11. November bis 17. Dezember 1938 im KZ Buchenwald inhaftiert, seinem Bruder blieb das erspart. Sie standen jedoch fortan unter Beobachtung und wurden vom 11. August bis 6. November 1939 in der Mainzer Haftanstalt gefangen gehalten wegen angeblicher „Devisenvergehen“. Alle ihre Bemühungen nach Südamerika oder in die USA auszuwandern scheiterten. Als sie davon erfuhren, dass sie am 25. März 1942 auf der Deportationsliste nach Piaski standen, flüchteten sie nach Köln, wurden aber von der Kölner Polizei gefasst, von der Gestapo Darmstadt unter „Schutzhaft“ gestellt und in das Frankfurter Polizeigefängnis eingeliefert. Am 24. Juli 1942 verschleppten die Nazi-Schergen die Brüder Dr. Karl Moritz und Siegfried Ladenburg in das KZ Buchenwald. Dort kamen beide ums Leben: Siegfried Ladenburg wurde am 14. August 1942 angeblich „auf der Flucht erschossen“, Karl Ladenburg starb am 12. Oktober 1942 angeblich an „Grippe“.        |
| Hindenburgstr. 47 · Mainz ·         | 6. Juli 2020  | Regina Lackner, USA | HIER WOHNTE MARGARETE LEVI GEB. WEISSMANN JG. 1886 FLUCHT 1941 USA                                                                        | | |
| Hindenburgstr. 47 · Mainz ·         | 6. Juli 2020  | Regina Lackner, USA | HIER WOHNTE RABBINER DR. SALI LEVI JG. 1883 VOR FLUCHT TOT 25.4.1941 BERLIN                                                               | | |
| Taunusstraße 51 · Mainz ·           | 13. März 2013 | | HIER WOHNTE ADOLF ERNST LÖWENSBERG JG. 1911 DEPORTIERT 1942 PIASKI ERMORDET                                                               | | Adolf Ernst Löwensberg ist am 30. Juni 1911 in Mainz als Sohn des Rechtsanwaltes Max Löwensberg und der Nürnbergerin Eugenie Kohn geboren. Er hatte zwei Schwestern. Seine Mutter statb 1921; sein Vater 1931. Er durchlief eine Ausbildung zum Kaufmann und leitete die Familienbrauerei in Ingelheim nebst Großmutter und seinen Onkeln Fritz und Hugo Löwensberg. Während seine Schwestern 1933 und 1939 ins Ausland flohen. Er wurde in die Taunusstraße 51 zwangseinquartiert, wo er seine Ehefrau Hannelore kennenlernte. November 1941 heirateten sie und wurden in die Grebenstraße 12 eingewiesen, ein „Judenhaus“, das vorher seiner Großmutter Amalie gehörte. Im März 1942 wurde er gemeinsam mit seiner Frau und seiner Schwiegermutter nach Piaski deportiert. |
| Taunusstraße 51 · Mainz ·           | 13. März 2013 | HIER WOHNTE HANNELORE LÖWENSBERG GEB. BAUMGARTEN JG. 1919 DEPORTIERT 1942 PIASKI ERMORDET                                              | | Hannelore Löwensberg, geb. Baumgarten, kam am 11. Oktober 1919 als Tochter von Bella und Joseph Baumgarten in Mainz zur Welt. Sie besuchte die Höhere Mädchenschule bis 1933/34, bevor sie diese verlassen musste. Danach besuchte sie die Jüdische Bezirksschule bis zu deren Brand 1938. Sie arbeitete später als Schneiderin. 1936 zogen Hannelore, ihre Mutter, Tante und Großmutter in die Taunusstraße 45. Hier lernte sie Adolf Ernst Löwensberg kennen, den sie November 1941 ehelichte. Am 23. März 1942 wurden Hannelore, ihr Ehemann und ihre Mutter nach Piaski deportiert. | |
| Taunusstraße 51 · Mainz ·           | 13. März 2013 | HIER WOHNTE HUGO LÖWENSBERG JG. 1880 FLUCHT 1939 FRANKREICH INTERNIERT DRANCY DEPORTIERT 1943 ERMORDET IN MAJDANEK                     | | Hugo Löwensberg kam 1880 als Sohn von Amalie, geb. Herxheimer, und Adolf Löwensberg zur Welt. Er floh gemeinsam mit seiner Frau Else, geb. Löwenthal (ge. 1896) nach Frankreich und wurde in Drancy interniert. 1943 wurde das Paar nach Majdanek deportiert und ermordet. | |
| Josefsstraße 71 · Mainz ·           | 3. Feb. 2015  | Frauenlob-Gymnasium Mainz | HIER WOHNTE MAX LONDON JG. 1885 DEPORTIERT 1942 THERESIENSTADT ERMORDET 11.2.1944                                                         | | Kennkarte Ruth London |
| Josefsstraße 71 · Mainz ·           | 3. Feb. 2015  | Frauenlob-Gymnasium Mainz | HIER WOHNTE RUTH LONDON JG. 1921 DEPORTIERT 1942 PIASKI ERMORDET IN MAJDANEK                                                              | | Kennkarte Ruth London |
| Josefsstraße 71 · Mainz ·           | 3. Feb. 2015  | Frauenlob-Gymnasium Mainz | HIER WOHNTE SELMA LONDON GEB. CAHN JG. 1888 DEPORTIERT 1942 THERESIENSTADT ERMORDET 11.12.1942                                            | | Kennkarte Ruth London |
| Josefsstraße 71 · Mainz ·           | 3. Feb. 2015  | Frauenlob-Gymnasium Mainz | HIER WOHNTE WALTER LONDON JG. 1924 DEPORTIERT 1942 PIASKI ERMORDET 17.6.1942 MAJDANEK                                                     | | Kennkarte Ruth London |
| Kaiserstraße 53 · Mainz ·           | 5. Sep. 2016  | | HIER WOHNTE ALBERT MAYER JG. 1874 FLUCHT 1933 FRANKREICH INTERNIERT DRANCY DEPORTIERT 1943 ERMORDET IN AUSCHWITZ                          | | Kennkarte Albert Mayer |
| Kaiserstraße 53 · Mainz ·           | 5. Sep. 2016  | HIER WOHNTE BERNHARD ALBERT MAYER JG. 1914 FLUCHT 1937 SCHWEIZ                                                                         | | | Kennkarte Albert Mayer |
| Kaiserstraße 53 · Mainz ·           | 5. Sep. 2016  | HIER WOHNTE EMMA MAYER GEB. LAUINGER JG. 1887 FLUCHT 1939 FRANKREICH 1940 SCHWEIZ                                                      | | | Kennkarte Albert Mayer |
| Kaiserstraße 53 · Mainz ·           | 5. Sep. 2016  | HIER WOHNTE JULA MAYER JG. 1910 FLUCHT 1939 FRANKREICH MIT HILFE ÜBERLEBT                                                              | | | Kennkarte Albert Mayer |
| Kaiserstraße 53 · Mainz ·           | 5. Sep. 2016  | HIER WOHNTE MARGRIT MAYER JG. 1913 FLUCHT FRANKREICH MIT HILFE ÜBERLEBT                                                                | | | Kennkarte Albert Mayer |
| Hindenburgstraße 53 · Mainz ·       | 5. Sep. 2016  | | HIER WOHNTE ERNA METZGER GEB. EPSTEIN JG. 1899 FLUCHT 1937 FRANKREICH FLUCHT AUS VERSAILLES VOR DEUTSCHEN TRUPPEN TOT 21.6.1940           | | Erna Metzger geb. Epstein heiratete 1922 den Mainzer Kaufmann Richard Jakob Metzger. 1923, 1927 und 1930 gebar sie ihre drei Kinder Lotte, Ursula und Arnold. Schon 1937 zog die Familie über die sichere Schweiz nach Versailles in Frankreich, wo Richard Metzger die Ausreise in die USA für seine Familie betreiben wollte. Dort verliert sich die Spur des Familienvaters, der wahrscheinlich schon in die USA gereist war, um dort die Einreise für seine Familie vorbereiten wollte. Durch den Ausbruch des Krieges und die Besetzung Frankreichs durch die Wehrmacht wurden aber alle Pläne zur Flucht für Erna Metzger und ihre drei Kinder zunichtegemacht. Unter chaotischen Zuständen versuchten sie die Flucht in das unbesetzte Gebiet Frankreichs im Süden zu flüchten, mussten aber alle vier ihr Leben lassen, als eine Brücke nahe Versailles, auf der sie sich befanden, am 21. Juni 1940 gesprengt wurde. |
| Hindenburgstraße 53 · Mainz ·       | 5. Sep. 2016  | HIER WOHNTE ARNOLD METZGER JG. 1930 FLUCHT 1937 FRANKREICH FLUCHT AUS VERSAILLES VOR DEUTSCHEN TRUPPEN TOT 21.6.1940                   | | | Erna Metzger geb. Epstein heiratete 1922 den Mainzer Kaufmann Richard Jakob Metzger. 1923, 1927 und 1930 gebar sie ihre drei Kinder Lotte, Ursula und Arnold. Schon 1937 zog die Familie über die sichere Schweiz nach Versailles in Frankreich, wo Richard Metzger die Ausreise in die USA für seine Familie betreiben wollte. Dort verliert sich die Spur des Familienvaters, der wahrscheinlich schon in die USA gereist war, um dort die Einreise für seine Familie vorbereiten wollte. Durch den Ausbruch des Krieges und die Besetzung Frankreichs durch die Wehrmacht wurden aber alle Pläne zur Flucht für Erna Metzger und ihre drei Kinder zunichtegemacht. Unter chaotischen Zuständen versuchten sie die Flucht in das unbesetzte Gebiet Frankreichs im Süden zu flüchten, mussten aber alle vier ihr Leben lassen, als eine Brücke nahe Versailles, auf der sie sich befanden, am 21. Juni 1940 gesprengt wurde. |
| Hindenburgstraße 53 · Mainz ·       | 5. Sep. 2016  | HIER WOHNTE LOTTE METZGER JG. 1923 FLUCHT 1937 FRANKREICH FLUCHT AUS VERSAILLES VOR DEUTSCHEN TRUPPEN TOT 21.6.1940                    | | | Erna Metzger geb. Epstein heiratete 1922 den Mainzer Kaufmann Richard Jakob Metzger. 1923, 1927 und 1930 gebar sie ihre drei Kinder Lotte, Ursula und Arnold. Schon 1937 zog die Familie über die sichere Schweiz nach Versailles in Frankreich, wo Richard Metzger die Ausreise in die USA für seine Familie betreiben wollte. Dort verliert sich die Spur des Familienvaters, der wahrscheinlich schon in die USA gereist war, um dort die Einreise für seine Familie vorbereiten wollte. Durch den Ausbruch des Krieges und die Besetzung Frankreichs durch die Wehrmacht wurden aber alle Pläne zur Flucht für Erna Metzger und ihre drei Kinder zunichtegemacht. Unter chaotischen Zuständen versuchten sie die Flucht in das unbesetzte Gebiet Frankreichs im Süden zu flüchten, mussten aber alle vier ihr Leben lassen, als eine Brücke nahe Versailles, auf der sie sich befanden, am 21. Juni 1940 gesprengt wurde. |
| Hindenburgstraße 53 · Mainz ·       | 5. Sep. 2016  | HIER WOHNTE URSULA METZGER JG. 1927 FLUCHT 1937 FRANKREICH FLUCHT AUS VERSAILLES VOR DEUTSCHEN TRUPPEN TOT 21.6.1940                   | | | Erna Metzger geb. Epstein heiratete 1922 den Mainzer Kaufmann Richard Jakob Metzger. 1923, 1927 und 1930 gebar sie ihre drei Kinder Lotte, Ursula und Arnold. Schon 1937 zog die Familie über die sichere Schweiz nach Versailles in Frankreich, wo Richard Metzger die Ausreise in die USA für seine Familie betreiben wollte. Dort verliert sich die Spur des Familienvaters, der wahrscheinlich schon in die USA gereist war, um dort die Einreise für seine Familie vorbereiten wollte. Durch den Ausbruch des Krieges und die Besetzung Frankreichs durch die Wehrmacht wurden aber alle Pläne zur Flucht für Erna Metzger und ihre drei Kinder zunichtegemacht. Unter chaotischen Zuständen versuchten sie die Flucht in das unbesetzte Gebiet Frankreichs im Süden zu flüchten, mussten aber alle vier ihr Leben lassen, als eine Brücke nahe Versailles, auf der sie sich befanden, am 21. Juni 1940 gesprengt wurde. |
| Boppstraße 64 · Mainz ·             | 5. März 2013  | 1. FSV Mainz 05 und Supporters Mainz e. V.                                                                                             | HIER WOHNTE ALFRED SALOMON JG. 1917 FLUCHT 1933 FRANKREICH 1942 VICHY-FRANKREICH MIT HILFE ÜBERLEBT                                       | | Eugen Salomon, Mitgründer und bis 1933 Vorsitzender des 1. FSV Mainz 05, flüchtete mit seiner französischen Frau Alice und seinen beiden Söhnen Alfred und Erwin nach der Machtergreifung der Nazis nach St. Avold, dem Heimatort seiner Frau. Nachdem 1939 die grenznahe Region in Lothringen evakuiert worden war, emigrierte er mit seiner Familie in das Gebiet des Vichy-Regimes, was ihn aber nicht davor schützte, ein Opfer der Nazis zu werden. Seine Frau und seine Söhne überlebten. Anlässlich des Tages des Gedenkens an die Opfer des NS gedachten am 29. Januar 2017 vor dem Spiel Mainz 05 gegen Borussia Dortmund in der Opel-Arena 34.000 Menschen Eugen Salomons, des Mitgründers von Mainz 05. |
| Boppstraße 64 · Mainz ·             | 5. März 2013  | 1. FSV Mainz 05 und Supporters Mainz e. V.                                                                                             | HIER WOHNTE ALICE SALOMON GEB. LAZARD JG. 1894 FLUCHT 1933 FRANKREICH 1942 VICHY-FRANKREICH MIT HILFE ÜBERLEBT                            | | Eugen Salomon, Mitgründer und bis 1933 Vorsitzender des 1. FSV Mainz 05, flüchtete mit seiner französischen Frau Alice und seinen beiden Söhnen Alfred und Erwin nach der Machtergreifung der Nazis nach St. Avold, dem Heimatort seiner Frau. Nachdem 1939 die grenznahe Region in Lothringen evakuiert worden war, emigrierte er mit seiner Familie in das Gebiet des Vichy-Regimes, was ihn aber nicht davor schützte, ein Opfer der Nazis zu werden. Seine Frau und seine Söhne überlebten. Anlässlich des Tages des Gedenkens an die Opfer des NS gedachten am 29. Januar 2017 vor dem Spiel Mainz 05 gegen Borussia Dortmund in der Opel-Arena 34.000 Menschen Eugen Salomons, des Mitgründers von Mainz 05. |
| Boppstraße 64 · Mainz ·             | 5. März 2013  | 1. FSV Mainz 05 und Supporters Mainz e. V.                                                                                             | HIER WOHNTE ERWIN SALOMON JG. 1914 FLUCHT 1933 FRANKREICH 1942 VICHY-FRANKREICH MIT HILFE ÜBERLEBT                                        | | Eugen Salomon, Mitgründer und bis 1933 Vorsitzender des 1. FSV Mainz 05, flüchtete mit seiner französischen Frau Alice und seinen beiden Söhnen Alfred und Erwin nach der Machtergreifung der Nazis nach St. Avold, dem Heimatort seiner Frau. Nachdem 1939 die grenznahe Region in Lothringen evakuiert worden war, emigrierte er mit seiner Familie in das Gebiet des Vichy-Regimes, was ihn aber nicht davor schützte, ein Opfer der Nazis zu werden. Seine Frau und seine Söhne überlebten. Anlässlich des Tages des Gedenkens an die Opfer des NS gedachten am 29. Januar 2017 vor dem Spiel Mainz 05 gegen Borussia Dortmund in der Opel-Arena 34.000 Menschen Eugen Salomons, des Mitgründers von Mainz 05. |
| Boppstraße 64 · Mainz ·             | 5. März 2013  | 1. FSV Mainz 05 und Supporters Mainz e. V.                                                                                             | HIER WOHNTE EUGEN SALOMON JG. 1888 FLUCHT 1933 FRANKREICH INTERNIERT DRANCY DEPORTIERT 1942 AUSCHWITZ ERMORDET 14.11.1942                 | | Eugen Salomon, Mitgründer und bis 1933 Vorsitzender des 1. FSV Mainz 05, flüchtete mit seiner französischen Frau Alice und seinen beiden Söhnen Alfred und Erwin nach der Machtergreifung der Nazis nach St. Avold, dem Heimatort seiner Frau. Nachdem 1939 die grenznahe Region in Lothringen evakuiert worden war, emigrierte er mit seiner Familie in das Gebiet des Vichy-Regimes, was ihn aber nicht davor schützte, ein Opfer der Nazis zu werden. Seine Frau und seine Söhne überlebten. Anlässlich des Tages des Gedenkens an die Opfer des NS gedachten am 29. Januar 2017 vor dem Spiel Mainz 05 gegen Borussia Dortmund in der Opel-Arena 34.000 Menschen Eugen Salomons, des Mitgründers von Mainz 05. |
| Kaiserstraße 37 · Mainz ·           | 23. Jan. 2009 | Evangelisches Dekanat Mainz | HIER WOHNTE ANNY SALOMON GEB. BAER JG. 1888 DEPORTIERT 1942 PIASKI ???                                                                    | | Im Haus Kaiserstraße 37 lebte das Kaufmanns-Ehepaar Fritz Siegfried und Anny Salomon. Fritz Salomon nahm sich nach einem Verhör durch die Gestapo das Leben. Anny Salomon wurde im März 1942 mit dem ersten Massentransport Mainzer Juden nach Piaski bei Lublin in Polen deportiert und einige Monate später vermutlich im Vernichtungslager Belzec ermordet. Kennkarte Fritz Siegfried Salomon |
| Kaiserstraße 37 · Mainz ·           | 23. Jan. 2009 | Evangelisches Dekanat Mainz | HIER WOHNTE FRITZ SIEGFRIED SALOMON JG. 1879 GEDEMÜTIGT/ENTRECHTET FLUCHT IN DEN TOD 24.7.1939                                            | | Im Haus Kaiserstraße 37 lebte das Kaufmanns-Ehepaar Fritz Siegfried und Anny Salomon. Fritz Salomon nahm sich nach einem Verhör durch die Gestapo das Leben. Anny Salomon wurde im März 1942 mit dem ersten Massentransport Mainzer Juden nach Piaski bei Lublin in Polen deportiert und einige Monate später vermutlich im Vernichtungslager Belzec ermordet. Kennkarte Fritz Siegfried Salomon |
| Taunusstraße 23 · Mainz ·           | 25. Okt. 2019 | | HIER WOHNTE JOHANNA WASSERBURG GEB. KERN JG. 1883 GEDEMÜTIGT/ENTRECHTET VERSTECKT ÜBERLEBT                                                | | |
| Leibnizstraße 24 · Mainz ·          | 8. Nov. 2017  | | HIER WOHNTE ILSE WEISS JG. 1922 DEPORTIERT 1942 ERMORDET IM BESETZTEN POLEN                                                               | | Mit dem Ehepaar Max und Recha Weiss und ihren Töchtern Ilse und Lotte wurde im Hause Leibnizstraße 24 eine ganze Familie ausgelöscht: Während die Eheleute Weiss und ihre ältere Tochter Ilse nach Treblinka deportiert wurden, wurde Lotte Weiss nach ihrer Zwangsarbeit in Berlin 1943 in Auschwitz-Birkenau in der Gaskammer umgebracht. Kennkarte Ilse Weiß |
| Leibnizstraße 24 · Mainz ·          | 8. Nov. 2017  | HIER WOHNTE LOTTE WEISS JG. 1924 DEPORTIERT 1943 ERMORDET IN AUSCHWITZ                                                                 | | | Mit dem Ehepaar Max und Recha Weiss und ihren Töchtern Ilse und Lotte wurde im Hause Leibnizstraße 24 eine ganze Familie ausgelöscht: Während die Eheleute Weiss und ihre ältere Tochter Ilse nach Treblinka deportiert wurden, wurde Lotte Weiss nach ihrer Zwangsarbeit in Berlin 1943 in Auschwitz-Birkenau in der Gaskammer umgebracht. Kennkarte Ilse Weiß |
| Leibnizstraße 24 · Mainz ·          | 8. Nov. 2017  | HIER WOHNTE RECHA WEISS GEB. GRÜNENBAUM JG. 1895 DEPORTIERT 1942 ERMORDET IM BESETZTEN POLEN                                           | | | Mit dem Ehepaar Max und Recha Weiss und ihren Töchtern Ilse und Lotte wurde im Hause Leibnizstraße 24 eine ganze Familie ausgelöscht: Während die Eheleute Weiss und ihre ältere Tochter Ilse nach Treblinka deportiert wurden, wurde Lotte Weiss nach ihrer Zwangsarbeit in Berlin 1943 in Auschwitz-Birkenau in der Gaskammer umgebracht. Kennkarte Ilse Weiß |
| Leibnizstraße 24 · Mainz ·          | 8. Nov. 2017  | HIER WOHNTE MAX WEISS JG. 1889 DEPORTIERT 1942 ERMORDET IM BESETZTEN POLEN                                                             | | | Mit dem Ehepaar Max und Recha Weiss und ihren Töchtern Ilse und Lotte wurde im Hause Leibnizstraße 24 eine ganze Familie ausgelöscht: Während die Eheleute Weiss und ihre ältere Tochter Ilse nach Treblinka deportiert wurden, wurde Lotte Weiss nach ihrer Zwangsarbeit in Berlin 1943 in Auschwitz-Birkenau in der Gaskammer umgebracht. Kennkarte Ilse Weiß |
| Bonifatiusplatz 3 · Mainz ·         | 5. Juli 2021  | | HIER WOHNTE NETTI CAHN JG. 1922 FLUCHT 1938 HOLLAND VON WESTERBORK DEPORTIERT 1942 AUSCHWITZ ERMORDET 19.8.1942                           | | |
| Bonifatiusplatz 3 · Mainz ·         | 5. Juli 2021  | HIER WOHNTE HUGO CAHN JG. 1882 FLUCHT 1938 HOLLAND INTERNIERT WESTERBORK DEPORTIERT 1943 AUSCHWITZ ERMORDET 19.11.1943                 | | | |
| Bonifatiusplatz 3 · Mainz ·         | 5. Juli 2021  | HIER WOHNTE LOUISA CAHN GEB. BIRNBAUM JG. 1892 FLUCHT 1938 HOLLAND INTERNIERT WESTERBORK DEPORTIERT 1943 AUSCHWITZ ERMORDET 19.11.1943 | | | |
| Bonifatiusplatz 3 · Mainz ·         | 5. Juli 2021  | HIER WOHNTE MIRJAM CAHN JG. 1926 FLUCHT 1938 HOLLAND VON WESTERBORK DEPORTIERT 1942 AUSCHWITZ ERMORDET 30.9.1942                       | | | |
| Kaiserstr. 27 · Mainz ·             | 5. Juli 2021  | | HIER WOHNTE ANNA JAKOBINE FRIEDMANN JG. 1886 FLUCHT 1939 BELGIEN FRANKREICH INTERNIERT DEPORTIERT 1942 ERMORDET IN AUSCHWITZ              | | Kennkarte Jakobine Friedmann Kennkarte Ludwig Friedmann |
| Kaiserstr. 27 · Mainz ·             | 5. Juli 2021  | HIER WOHNTE LUDWIG FRIEDMANN JG. 1882 FLUCHT 1939 BELGIEN FRANKREICH INTERNIERT DEPORTIERT 1942 ERMORDET IN AUSCHWITZ                  | | | Kennkarte Jakobine Friedmann Kennkarte Ludwig Friedmann |
| Rheinallee 8 · Mainz ·              | 5. Juli 2021  | | HIER WOHNTE CÄSAR GANZ JG. 1863 FLUCHT 1938 LUXEMBURG 1940 SCHWEIZ                                                                        | | |
| Rheinallee 8 · Mainz ·              | 5. Juli 2021  | HIER WOHNTE EMILIE GANZ GEB. WEISS JG. 1881 FLUCHT 1938 LUXEMBURG 1940 SCHWEIZ                                                         | | | |
| Rheinallee 8 · Mainz ·              | 5. Juli 2021  | HIER WOHNTE JOHANNA WOLFF GEB. FEIBELMANN JG 1877 DEPORTIERT 1942 THERESIENSTADT ERMORDET 26.12.1942                                   | | | |
| Rheinallee 8 · Mainz ·              | 5. Juli 2021  | HIER WOHNTE PAULINE MÜLLER GEB. FEIBELMANN JG. 1874 DEPORTIERT 1942 THERESIENSTADT ERMORDET 7.4.1943                                   | | | |
| Taunusstr. 13 · Mainz ·             | 5. Juli 2021  | | HIER WOHNTE LUDWIG GANZ JG. 1865 GEDEMÜTIGT/ENTRECHTET TOT 29.4.1942                                                                      | | Kennkarte Ludwig Ganz |
| Taunusstr. 13 · Mainz ·             | 5. Juli 2021  | HIER WOHNTE ROSA GANZ GEB. GANS JG. 1867 DEPORTIERT 1942 THERESIENSTADT ERMORDET 1.3.1943                                              | | | Kennkarte Ludwig Ganz |
| Kaiserstraße 55 · Mainz ·           | 6. Mai 2022   | | HIER WOHNTE ALICE KRONENBERGER GEB. KAUFMANN JG. 1878 GEDEMÜTIGT/ENTRECHTET TOT 18.3.1941                                                 | | |
| Leibnizstraße 35 · Mainz ·          | 25. Jan. 2023 | | HIER WOHNTE BERTHA FEIST JG. 1874 DEPORTIERT 1942 THERESIENSTADT ERMORDET 4.11.1942                                                       | | |
| Leibnizstraße 35 · Mainz ·          | 25. Jan. 2023 | HIER WOHNTE ESTHER ´ERNESTINE´ FEIST JG. 1869 DEPORTIERT 1942 THERESIENSTADT ERMORDET 21.10.1944                                       | | | |
| Leibnizstraße 35 · Mainz ·          | 25. Jan. 2023 | HIER WOHNTE SOPHIE FEIST JG. 1876 DEPORTIERT 1942 THERESIENSTADT ERMORDET 7.4.1944                                                     | | | |
| Hindenburgstraße 40 · Mainz ·       | 25. Jan. 2023 | | HIER WOHNTE HEDWIG STERNBERG JG. 1881 DEPORTIERT 1942 PIASKI                                                                              | | |
| Hindenburgstraße 40 · Mainz ·       | 25. Jan. 2023 | HIER WOHNTE HELENE ´LENI´ STERNBERG JG. 1903 DEPORTIERT 1942 PIASKI ERMORDET                                                           | | | |
| Hindenburgstraße 9 · Mainz ·        | 25. Jan. 2023 | | HIER WOHNTE KARL GOTTFRIED SALOMON JG. 1881 DEPORTIERT 1942 PIASKI ERMORDET                                                               | | |
| Rheinallee 28 · Mainz ·             | 25. Jan. 2023 | | HIER WOHNTE JAKOB NIETECKMANN JG. 1883 DEPORTIERT 1941 MINSK ERMORDET                                                                     | | |
| Rheinallee 28 · Mainz ·             | 25. Jan. 2023 | HIER WOHNTE EMMA NIETECKMANN GEB. DORNHARD JG. 1884 DEPORTIERT 1941 MINSK ERMORDET                                                     | | | |
| Rheinallee 28 · Mainz ·             | 25. Jan. 2023 | HIER WOHNTE REBEKKA NIETECKMANN GEB. BLUMENTHAL JG. 1877 DEPORTIERT 1942 TRANSIT-GHETTO IZBICA ERMORDET                                | | | |
| Rheinallee 28 · Mainz ·             | 25. Jan. 2023 | HIER WOHNTE ILSE NIETECKMANN JG. 1914 DEPORTIERT 1941 MINSK ERMORDET                                                                   | | | |
| Kaiserstraße 27 · Mainz ·           | 11. Sep. 2024 | | HIER WOHNTE EMMA FRIEDERIKE NEUMANN GEB. GUTMANN JG. 1858 GEDEMÜTIGT/ENTRECHTET FLUCHT IN DEN TOD 3. APRIL 1939                           | | |
| Hindenburgstraße 38 · Mainz ·       | 11. Sep. 2024 | | HIER WOHNTE ROSAMUNDE ROSA BAER GEB. RHEINSTEIN JG. 1879 GEDEMÜTIGT/ENTRECHTET FLUCHT IN DEN TOD 16. SEPT. 1942                           | | |
| Raimundistraße 3 · Mainz ·          | 11. Sep. 2024 | | HIER WOHNTE MAX KÖNIGSDORF JG. 1883 DEPORTIERT 1942 GHETTO PIASKI ERMORDET                                                                | | |
| Raimundistraße 3 · Mainz ·          | 11. Sep. 2024 | HIER WOHNTE KLARA KÖNIGSDORF GEB. STEINAM JG. 1889 GEDEMÜTIGT/ENTRECHTET FLUCHT IN DEN TOD 27.NOV.1938                                 | | | |
| Taunusstraße 19 · Mainz ·           | 11. Sep. 2024 | | HIER WOHNTE PHILIPP HUGO BAYERTHAL JG. 1872 DEPORTIERT 1942 THERESIENSTADT ERMORDET 30.3.1943                                             | | |
| Taunusstraße 19 · Mainz ·           | 11. Sep. 2024 | HIER WOHNTE ELISABETH ´ELSA´ BAYERTHAL GEB. WEISS JG. 1882 DEPORTIERT 1942 THERESIENSTADT 1944 AUSCHWITZ ERMORDET                      | | | |
| Taunusstraße 19 · Mainz ·           | 11. Sep. 2024 | HIER WOHNTE DR. ERNST LUDWIG BAYERTHAL JG. 1902 GEDEMÜTIGT/ENTRECHTET FLUCHT IN DEN TOD 23.MÄRZ 1942                                   | | | |
| Taunusstraße 19 · Mainz ·           | 11. Sep. 2024 | HIER WOHNTE ROSA WEISS GEB. FLEISCHMANN JG. 1859 DEPORTIERT 1942 THERESIENSTADT ERMORDET 21.10.1942                                    | | | |